# Bầu cử tổng thống El Salvador, 2009
Một cuộc bầu cử tổng thống được tổ chức tại El Salvador ngày 15 tháng 3 năm 2009. Ứng cử viên chính là Rodrigo Ávila (Liên minh Dân tộc Cộng hòa) và Mauricio Funes (Đảng Mặt trận Giải phóng Dân tộc Farabundo Marti). Funes thắng cuộc bầu cử với 51,3% số phiếu.
Bản mẫu:Chính trị El Salvador

## Vận động
Ứng cử viên Avila nguyên là một chỉ huy trưởng cảnh sát, hy vọng đắc cử để tiếp tục chính sách của các chính phủ bảo thủ đã liên tục cầm quyền El Salvador từ năm 1992. Ứng cử viên Phó Tổng thống Arturo Zablah đã kêu gọi người ủng hộ đi bỏ phiếu đông đảo trong ngày 15 tháng 3. Nhiều người đã hoan hô nồng nhiệt khi ông Avila cùng vợ và con gái xuất hiện. Ông Avila đã ca ngợi sự thành công của đảng ARENA sau nhiều năm cầm quyền ở El Salvador, nói mức nghèo đói trong nước đã giảm bớt, chính phủ phát triển được giới trung lưu, tạo được những xa lộ hiện đại nhất ở Trung Mỹ, có những sân bay tốt nhất, hải cảng tốt nhất và nền kinh tế ổn định nhất. Ứng cử viên Avila hy vọng đánh bại ứng cử viên đảng trung tả FMLN là ông Mauricio Funes, nguyên là một ký giả đài truyền hình. Đảng ARENA nói nếu để đảng FMLN đắc cử, đảng này sẽ đưa El Salvador gia nhập khối thiên tả Châu Mỹ La Tinh do Venezuela lãnh đạo.

## Kết quả
Mauricio Funes, ứng viên đảng cánh tả đã hoàn tất cuộc hành trình lịch sử của đảng này sau khi giành thắng lợi trong cuộc bầu cử và chấm dứt sự lãnh đạo trong gần 2 thập kỷ qua của đảng cánh hữu. Từng là phóng viên truyền hình, Mauricio Funes tuyên bố rằng ông là tổng thống đắc cử của El Salvador, một quốc gia nhỏ tại Trung Mỹ, khi đa số phiếu bầu cho thấy chiến thắng đã thuộc về ông vào khuya 15-3. Đối thủ duy nhất Rodrigo Avila đã thừa nhận thất bại ngay sau đó.
Chiến thắng lần này là một sự thay đổi quyền lực gây chấn động tại đất nước nghèo khổ và đầy bạo lực, nơi phe chống đối chủ nghĩa Mác trước đây đã nắm quyền lực trong suốt 18 năm, sau cuộc nội chiến tương tàn. Mauricio Funes dẫn đầu cuộc chạy đua với 51,3% phiếu ủng hộ sau khi kiểm kê hơn 90% số thùng phiếu. Người đứng đầu Đảng Mặt trận Giải phóng Dân tộc Farabundo Marti (FMLN) đã qua mặt ông Avila, thuộc Liên minh Cộng hòa Quốc gia cầm quyền Arena, với 48,7% số phiếu bầu.
| Ứng cử viên – Đảng | Phiếu     | %      |
| --- | --------- | ------ |
| Mauricio Funes – Đảng Mặt trận Giải phóng Dân tộc Farabundo Marti (Frente Farabundo Martí para la Liberación Nacional) | 1.349.142 | 51,29% |
| Rodrigo Ávila – Liên minh Cộng hòa Quốc gia (Alianza Republicana Nacionalista)                                         | 1.280.995 | 48,70% |
| Tổng cộng (số tham dự %)                                                                                               | 2.630.137 | 100,00 |
| Số người đăng ký |           |        |